# Jeunesse sportive de Vieux-Habitants
 (juillet 2017).
Si vous disposez d'ouvrages ou d'articles de référence ou si vous connaissez des sites web de qualité traitant du thème abordé ici, merci de compléter l'article en donnant les références utiles à sa vérifiabilité et en les liant à la section « Notes et références ».
La Jeunesse sportive de Vieux-Habitants abrégé en JSVH et communément appelé VH est un club de football basé dans la ville de Vieux-Habitants en Guadeloupe.
L'équipe sénior évolue dans le Championnat de Guadeloupe de football, la Division d'Honneur. Elle a la particularité d'être dirigé par un entraîneur-joueur, le milieu Dominique Mocka qui joue également pour l'équipe de Guadeloupe de football.
La JSVH joue ses matches à domicile dans le Stade municipal de la ville, rénové en 2009.
Équipe émergente des années 2000, la JSVH remporte le championnat de Guadeloupe en 2006 et en 2010. Elle est néanmoins reléguée à l'issue de la saison 2013-2014.

## Histoire
La JSVH est une formation qui connaît ses meilleures années en ce moment. Se plaçant dans la continuité, les Habissois ont remporté deux titres de Champion en 2006 et en 2010. Le deuxième titre a été marqué par le nombre de points pris (88), un record absolu car aucune autre équipe n'avait réussi cet exploit en 26 journées de championnat. Le club a d'ailleurs raté le doublé en s'inclinant en finale de la Coupe de Guadeloupe de football face au CS Moulien.

## Palmarès
- Championnat de Guadeloupe de football (2) :
  - 2006, 2010

## Effectif Saison 2012-2013
- Gardiens de but : Kevin Ajax, Jean-Danor Beaujour, Frédéric Trieste et  Johan Rodin

- Défenseurs : Rodney Vin, Jérémy Breslau, Jonathan Tenon-Songeons, Denis Barul, Jeffrey Annerose, Freddy Lesieur, Manuel Davison, Kevin Chout,  Rodrigue Toi, Patrice Etna.

- Milieux de terrain : Christophe Pommier, Audrey Pommier, Freddy Cajazzo, Wilhelm Severin, Frédéric Querin, Anael Averne, Gregory Peraire

- Attaquants : Steven Davidas, Ludovic Roseau, Dario Etienne, Davy Lancien,

- Entraîneurs : Xavier Dambury, Daniel Cangou et Rodrigue Sangrado (gardiens).